# 森奥戦争

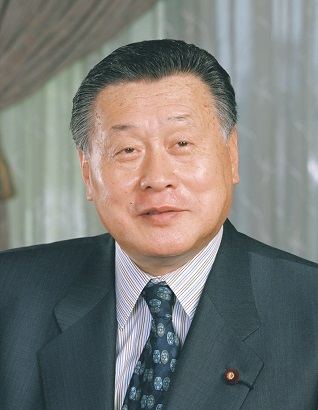
森喜朗

森奥戦争（もりおくせんそう）は、石川県選出の衆議院議員である森喜朗グループと奥田敬和グループによる政治抗争の総称。

## 概要

### 派閥対立
二人とも1969年（昭和44年）の第32回衆議院議員総選挙で、旧石川県第1区（中選挙区制）から初当選。森は福田派（清和会）、奥田は田中派（木曜クラブ、のちに経世会結成に参加）に所属し、福田赳夫・田中角栄による角福戦争の代理という背景もあった。
1991年（平成3年）2月の石川県知事選において、8期目を目指す中西陽一に対して、森は副知事の杉山栄太郎を擁立した。奥田は中西支援に回るが、自民党の公認は杉山となった。奥田は金沢市を中心に支持を固めて、中西の8選に尽力する。

### 自民分裂
1993年（平成5年）に、奥田は自民党を離党し、新生党の結成に参加する。系列の県議・市議もそろって離党したため、自民党金沢支部は壊滅的状態に陥る。第40回総選挙では、奥田がトップ当選を飾る。
1994年（平成6年）に、長年県政のトップであった中西陽一知事が死去。後継知事選で、奥田は副知事の谷本正憲を擁立。自民党幹事長であった森は、参議院議員の石川弘を候補として擁立するも、連立与党の前に敗北した。

### 新・森奥戦争

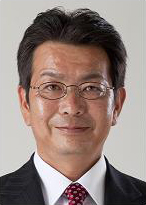
奥田敬和の長男・奥田建

1994年（平成6年）に、公職選挙法の改正により、衆議院議員総選挙に小選挙区制が導入された。金沢を地盤とする奥田は石川1区が、加賀地方を地盤とする森は石川2区が、それぞれ選挙区となったため、森奥の直接対決に終止符を打った。
1995年（平成7年）の第17回参議院議員通常選挙で、結党間もない新進党大幹部の奥田は、一人区の石川県選挙区で、民改連現職の粟森喬を支援。しかし、森が擁立した新人候補の馳浩に敗北。
1996年（平成8年）の第41回衆議院議員総選挙で、奥田は、森の立候補する石川県第2区に、新進党公認候補として県議の一川保夫を支援。一方、森は、奥田の立候補する石川1区で、自民党公認候補の擁立を断念したことから、当時自民党と連立を組んでいた日本社会党石川県本部長、社民党石川県連合代表を経たことのある、旧民主党公認の桑原豊を支援した。小選挙区では、森・奥田はそれぞれ当選し、一川・桑原は比例復活で衆院初当選した。
1998年（平成10年）の石川県知事選で、自民は独自候補擁立を断念し、谷本を推薦（以降、奥田系・森系の相乗りに）。第18回参議院議員通常選挙で、奥田は県副知事の岩本荘太を擁立。岩本は現職の参議院議員沓掛哲男（自民党）を破るが、奥田が参議院選挙4日後に死去。奥田の後継を選ぶ衆議院石川県第1区の補欠選挙で、長男の奥田建が出馬し、自民公認の岡部雅夫を下す。
2000年（平成12年）の第42回衆議院議員総選挙で、自民党の馳は参院議員を辞職して、衆議院に鞍替えし、奥田建に挑戦して小選挙区で勝利する。しかし、敗れた奥田建も比例で復活当選。同日に行われた参院補選では、沓掛が当選し、国政に復帰する。
2005年（平成17年）の第44回衆議院議員総選挙郵政選挙で自民圧勝。石川県における無党派層の急激な増加を反映。
2006年（平成18年）、高齢を理由に党県連が候補差し替えを決定したため、沓掛は引退を表明。しかし2007年に党決定に反旗を翻し、新進石川の支援による無所属での出馬を検討したが、最終的には断念。
2007年（平成19年）の第21回参議院議員通常選挙で、一川が、自民党から出馬の矢田富郎を破り国政復帰。
2009年（平成21年）、第45回衆議院議員総選挙で自民党は大逆風だった。沓掛は民主党公認で比例北陸信越ブロックの単独候補として出馬して、当選して国政に復帰する。
2010年（平成22年）の石川県知事選で、自民党は森の義理の甥で参議院議員の岡田直樹を擁立しようとしたが断念した。民主党と共に谷本を推薦。谷本5選。同年7月に行われた第22回参議院議員通常選挙では岡田が再選した。
2012年（平成24年）、森と沓掛が引退して迎えた第46回衆議院議員総選挙では民主党に大逆風であった。森の石川2区は新人で実質的後継者の佐々木紀が当選した。そして石川1区は比例復活に回っていた馳が議席を奪還し奥田建は落選した。
2013年（平成25年）、旧奥田系の崩壊が表面化し民主党系県議会議員の離脱も相次ぎ事実上瓦解した。そんな中行われた第23回参議院議員通常選挙において自民党の新人山田修路を奥田系の県議宇野邦夫が応援するなどの事態が起こった。その結果山田が当選し一川が落選した。これにより石川県選出の民主党の国会議員は0になった。
2014年（平成26年）、石川県知事選が行われ自民・民主両県連が推薦した谷本が6選。同年行われた第47回衆議院議員総選挙は民主党は奥田建の政界引退にともない石川1区から田中美絵子が出馬することが決定したが、石川2区は候補者を擁立できず自民党候補に初めて不戦敗を喫する形となり白山市選出の奥田系県議である米光勲は2区における森奥戦争の終結を宣言し佐々木の応援に回った。結果は前回と同じく1区・2区ともに自民党が当選し田中は比例復活もできず落選した。また比例北陸信越ブロックに比例単独で立候補した一川も落選している。
2022年（令和4年）の石川県知事選では、谷本知事の引退に伴い自民党安倍派（清和政策研究会）から馳浩（前年秋の第49回衆議院議員総選挙不出馬）、山田修路（前年12月24日に参議院議員辞職）の2人が出馬する保守分裂選挙になった。結果、森が支援した馳が当選し、谷本が支援した山田は落選した。

## 一覧
|              | 選挙区          | 森                      | 奥田                              |
| ------------ | --------------- | ----------------------- | --------------------------------- |
| 第12回知事選 | ‐               | ×（杉山）               | ○（中西）                         |
| 第40回総選挙 | 旧石川1区       | △（2位・森）            | ○（1位・奥田）                    |
| 第13回知事選 | ‐               | ×（石川）               | ○（谷本）                         |
| 第17回参院選 | ‐               | ○（馳）                 | ×（粟森）                         |
| 第41回総選挙 | 石川1区 石川2区 | △（比例・桑原） ○（森） | ○（奥田） △（比例・一川）         |
| 第18回参院選 | ‐               | ×（沓掛）               | ○（岩本）                         |
| 衆院補欠     | 石川1区         | ×（岡部）               | ○（奥田建）                       |
| 第42回総選挙 | 石川1区 石川2区 | ○（馳） ○（森）         | △（比例・奥田建） △（比例・一川） |
| 第19回参院選 | ‐               | ○（沓掛）               | ×（森岡）                         |
| 第43回総選挙 | 石川1区 石川2区 | △（比例・馳） ○（森）   | ○（奥田建） △（比例・一川）       |
| 第20回参院選 | ‐               | ○（岡田）               | ×（加藤）                         |
| 第44回総選挙 | 石川1区 石川2区 | ○（馳） ○（森）         | ×（奥田建） ×（一川）             |
| 第21回参院選 | ‐               | ×（矢田）               | ○（一川）                         |
| 第45回総選挙 | 石川1区 石川2区 | △（比例・馳） ○（森）   | ○（奥田建） △（比例・田中）       |
| 第22回参院選 | ‐               | ○（岡田）               | ×（西原）                         |
| 第46回総選挙 | 石川1区 石川2区 | ○（馳） ○（佐々木）     | ×（奥田建） ×（宮本）             |
| 第23回参院選 | ‐               | ○（山田）               | ×（一川）                         |

## 代理戦争
1997年（平成9年）1月のナホトカ号重油流出事故発災当時、小松市長北栄一郎が事故発生後、偽りの理由で休暇を取得し、サイパンに海外旅行に出かけてしまったことが明らかになった。この責任を取り北は市長を辞任し、後継市長選挙が1997年3月に実施された。候補としては、共産党から1名出馬を表明し、自民、新進両党は北に代わる相乗り候補の決定を迫られた。この時は、県農水部長を務めていた西村徹の他、西原啓を押す声も自民党の一部にあった。奥田のラインに属する一川は最初から西村支持であった。これに対して、自民党の若手市会議員の一部は西原を押しており、候補者を一本化するための委員会が開催されて西村への一本化が決定する。この時、森は西原の支持者たちに配慮し「彼らの気持ちを大事にしてほしい。将来の小松につながることだ」とコメントを残している。その後、北が再出馬を表明したこともあり、西村は自民、新進、社民からの推薦を受けて選挙戦を戦い当選した。当選後西村は最初の挨拶回りで森と一川の事務所を回っている。